# Jacqueline Ventura
Pour les articles homonymes, voir Lemoine et Ventura.
Jacqueline Ventura (née Jacqueline Lemoine) est une actrice française née le 22 août 1931 à Bayeux et morte le 19 juillet 2017 à Gstaad.
Elle est remarquée dans le film policier L'Homme et l'Enfant (1956), au côté d'Eddie Constantine.

## Biographie

### Vie privée
De 1953 à 1971, elle fut l'épouse de Ray Ventura qu'elle rencontra sur le tournage de Femmes de Paris. Ils eurent deux filles : Carole et Anne Ventura. Anne s'essaya à la chanson et sortit quelques 45 tours dans les années 1970.

## Filmographie
- 1953 : Femmes de Paris de Jean Boyer : une Femme de Paris (sous le pseudonyme de Jacky Lemoine)
- 1956 : Et Dieu… créa la femme de Roger Vadim : Mme Vigier-Lefranc
- 1956 : L'Homme et l'Enfant de Raoul André : Elvire

### Articles
- Jacqueline Ventura, « Jacqueline Ventura fait une entrée lumineuse dans le monde des salles obscures », Cinémas : Ciné-révélation, no 129,‎ septembre 1956
- Jacqueline Ventura, « Nouvelle partenaire d'Eddie Constantine, Jacqueline Ventura est une comédienne sportive », hebdomadaire Cinémonde, no 1154,‎ septembre 1956